# Powiało na mnie morze snów...
Powiało na mnie morze snów... is een compositie van Krzysztof Penderecki.
Penderecki schreef het werk voor sopraan, mezzosopraan, bariton, gemengd koor en symfonieorkest. Het kreeg de Engelse titel A sea of dreams did breathe on me... mee voor de plaatopname via Naxos. De componist schreef het werk voor een uitvoering tijdens de festiviteiten rond de 200ste geboortedatum van Frédéric Chopin. De eerste uitvoering vond dan ook plaats op 14 januari 2011 in Warschau. Valeri Gergiev gaf toen leiding aan het Sinfonia Varsovia met solisten en koor in de Filharmonia Narodowa. Daarna vonden nog tien uitvoeringen plaats (gegevens 2017), waarvan negen in Polen en een in Sint Petersburg (met opnieuw Gergiev).
Voor de genoemde gelegenheid schreef Penderecki muziek onder een twintigtal (fragmenten van) gedichten van Poolse bodem. Hij bundelde de liederen tot drie delen, die achter elkaar worden doorgespeeld. De stemming wisselt daarbij van vrolijk, naïef tot donker en angstig, de muziek is laat-romantisch. De liederen zijn:
1. Ogród zaklęty (De betoverde tuin)
  1. Dzieci w makach van Kazimierz Wierzyński
  2. Pod jednym drzewem niezbadanym van Bolesław Leśmian
  3. Prośba o wypsy szczęślie van Konstanty Ildefons Gałczyński
  4. Jesienne lasy poczerwienione van Tadeusz Miciński
  5. Próźnia van Stanisław Korab-Brzozowski
  6. Anioł Pański van Kazimierz Przerwa-Tetmajer
2. Co mówi noc? (Wat zegt de nacht?)
  1. Niebo w nocy van Leopold Staff
  2. Cizna van Leopold Staff
  3. Co mówi noc? van Aleksander Wat
  4. Powiało na mnie morze snów... van Tadeusz Miciński
  5. O nocy chica, nocy błękitna van Tadeusz Miciński
3. Byłem u cieble w te dni przedostatnie (Ik bezocht je in deze laatste dagen)
  1. Requiem Fortepian Szopena I (requiem Chopins piano) van Cyprian Kamil Norwid
  2. Widze kraj jakiś w oddalli van Kazimierz Przerwa-Tetmajer
  3. Fortepian Szopena II van Cyprian Kamil Norwid
  4. Zahuczał wicher van Tadeusz Miciński
  5. Jeśłi cię zapomnę walząca Warzawo van Aleksander Wat
  6. Pan Cognito myśli o powrocie do rodzinnego miasta van Zbigniew Herbert
  7. Fortepian Szopena III van Cyprian Kamil Norwid
  8. Grób Potockiej van Adam Mickiewicz
  9. Do sosny polskiej znalezionej w jednym z ogrodów w Chatenay van Stefan Witwicki
  10. Fortepian Szopena VI van Cyprian Kamil Norwid
  11. Anioł Pański van Kazimierz Przerwa-Tetmajer